# Gradowo (województwo kujawsko-pomorskie)
Gradowo – wieś w Polsce położona w województwie kujawsko-pomorskim, w powiecie radziejowskim, w gminie Piotrków Kujawski.

## Podział administracyjny
Za czasów Królestwa Polskiego istniała gmina Gradowo. W latach 1975–1998 miejscowość administracyjnie należała do województwa włocławskiego. Wieś sołecka – zobacz jednostki pomocnicze gminy Piotrków Kujawski w BIP.

## Demografia
Według Narodowego Spisu Powszechnego (III 2011 r.) liczyła 292 mieszkańców. Jest piątą co do wielkości miejscowością gminy Piotrków Kujawski.

## Historia wsi
Gradowo, pisane w roku 1393 Gradovo, wieś w powiecie nieszawskim. Dziesięciny ze wsi pobierali najpierw biskupi, następnie kanonicy włocławscy. Świadczy o tym dokument wydany w roku 1393 we wsi Komorsku przez Henryka, biskupa kujawskiego (Ulanów. Dok. 270, 91). W XVI w. było tu 6 działów szlacheckich mających około 9 łanów kmiecych.